# 毛叶老鸦糊
毛叶老鸦糊（学名：Callicarpa giraldii var. lyi）为马鞭草科紫珠属老鸦糊的变种。分布于中国大陆的浙江、贵州、广东、四川、广西、江苏、河南、安徽、云南、江西、湖南等地，生长于海拔2,300米以下的地区，多生长在林下和林边，目前尚未由人工引种栽培。